# Émile Pouvillon
Émile Pouvillon (Montauban, Tarn-et-Garonne, 1840 — Jacob-Bellecombett, Saboia, 1906) foi um novelista francês).

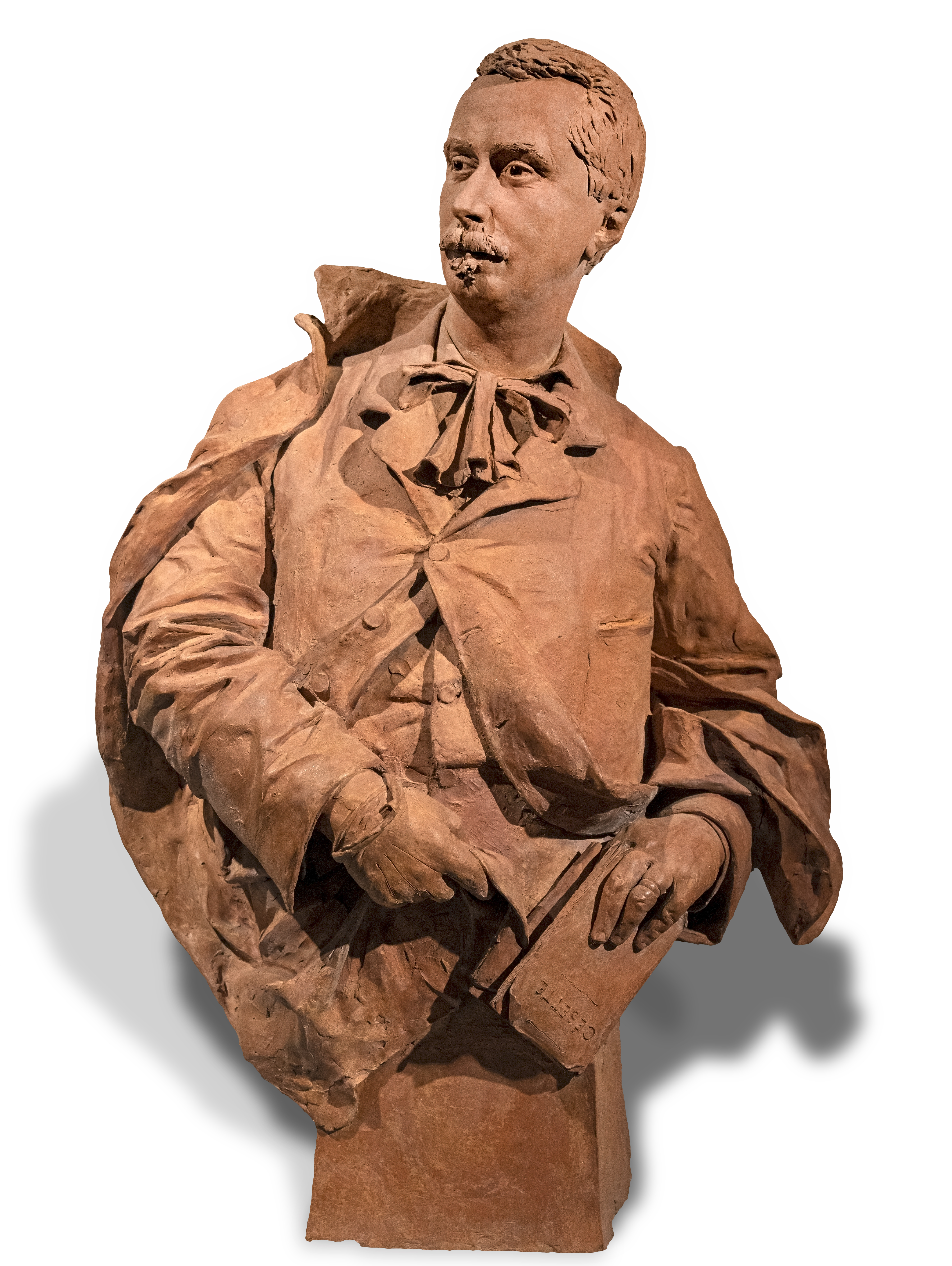
Busto por Bourdelle - Montauban.

Em 1878 publicou uma coletânea de histórias intitulada Nouvelles réalistes, em que descreveu a paisagem da sua província nativa de Quercy e a sua vida. 
Nas suas publicações incluem-se:
- Césette (1881), a história de uma aldeã.
- L'Innocent (1884)
- Jean-de-Jeanne (1886)
- Le Cheval bleu (1888)
- Le Vœu d'être chaste (1900)
- Chante-pleure (1890)
- Les Antibel (1892)
- Petites âmes (1893)
- Mademoiselle Clémence (1896)
- Pays et paysages (1895)
- Petites gens (1905)
- Bernadette de Lourdes (1894)
- Le Roi de Rome (1898), uma peça.